# Treventum
Treventum o Tereventum va ser una ciutat del Samni al país dels pentri, situada a la riba dreta del riu Trinius (avui Trigno), propera a la frontera amb poble dels frentans.
Plini el Vell l'esmenta com a municipi i el Liber Coloniarum diu que va rebre una colònia romana, probablement sota el Triumvirat. Sembla que va patir dos setge durant la guerra social i potser un altre en les guerres civils posteriors, però no se’n tenen detalls.
A l'edat mitjana era la seu d'un bisbat. És la moderna Trivento.